# Incompatível
Incompatível é um filme de comédia romântica brasileiro de 2022, dirigido por Johnny Araújo e escrito por Paulo Cursino, Léo Luz e Gabriel Louchard, que também protagoniza o filme ao lado de Nathalia Dill e Giovanna Lancelotti. É co-protagonizado por Gabriel Godoy, Patrícya Travassos e Pablo Sanábio. Produzido pela Gullane Filmes e distribuído pela Fox Film do Brasil, o filme foi lançado no Brasil em 28 de abril de 2022.

## Sinopse
Fábio (Gabriel Louchard) e Taís (Giovanna Lancellotti) estão prestes a se casar. Mas uma reviravolta estraga os planos do casal. Taís desfaz o noivado após assistir os vídeos de conselhos amorosos de uma youtuber, Patrícia Bacchi (Nathalia Dill), e chegar a conclusão de que sua "alma gêmea", na verdade, é incompatível com sua personalidade. Indignado com a situação, Fábio planeja se vingar de Patrícia e acabar com sua popularidade na internet.

## Elenco
- Nathalia Dill como Patrícia Bacchi
- Gabriel Louchard como Fábio
- Giovanna Lancellotti como Taís
- Patrícya Travassos como Helena
- Gabriel Godoy como Caíque
- Pablo Sanábio como Kleber
- Gillray Coutinho como Alfredo
- Amélia Bittencourt como Lurdes (Luridinha)
- Maria Cecília Audí como Dora
- Marianna Armellini como Manhana

## Produção
Incompatível foi produzido por Fabiano Gullane, sócio da Gullane Filmes, em coprodução com a Fox Film do Brasil e Fox Networks Group Brasil. O roteiro foi escrito Paulo Cursino em parceria com Léo Luz e Gabriel Louchard, que também faz parte do elenco principal do filme, e foi adaptado a partir de Incompatible, original de Scott Benson. O filme foi gravado em 2018 com locações na cidade de São Paulo.

## Lançamento
O filme estreou diretamente nos cinemas do Brasil a partir de 28 de abril de 2022, com distribuição nacional pela Fox Film do Brasil.